# ميغيل غودوي
ميغيل غودوي (بالإسبانية: Miguel Godoy)‏ هو لاعب كرة قدم باراغواياني، ولد في 7 مايو 1983 في باراغواي. لعب مع ديبورتيفو كالي وسبورتيفو لوكوينو.

## وصلات خارجية
- ميغيل غودوي على موقع قاعدة بيانات كرة القدم.إي يو (الإنجليزية)
- ميغيل غودوي على موقع Soccerway.com (الإنجليزية)
- ميغيل غودوي على موقع AS.com (الإسبانية)